# Hans-Christian Oeser
Hans-Christian Oeser (* 12. Juni 1950 in Wiesbaden) ist ein deutscher Übersetzer und Herausgeber, der seit 1980 hauptsächlich in Irland lebt und arbeitet.

## Leben
Oeser ist der Sohn des Musikwissenschaftlers Fritz Oeser und der Konzertsängerin Anna Maria Oeser, geborene Augenstein (1912–2010).  Er besuchte in Kassel ab 1960 das humanistische Friedrichsgymnasium. Nach dem Abitur 1969 leistete er seinen Zivilen Ersatzdienst in Wolfhagen bei der Katastrophenhilfe des Deutschen Roten Kreuzes. Sein Studium der Fächer Politologie, Philosophie und Pädagogik erfolgte in den Jahren 1971 bis 1977 in Marburg an der Philipps-Universität und an der Freien Universität in Berlin. 1977/78 war er Sprachassistent an der Orton Longueville School in Peterborough, England und an der Deacon’s School, Peterborough.
1978 machte er das Erste Staatsexamen und arbeitete als Studienreferendar in Berlin-Wilmersdorf und Berlin-Schöneberg. Ebenfalls im Jahre 1978 erhielt er das Cambridge Certificate of Proficiency in English (CPE). 1980 legte er das Zweite Staatsexamen ab und erhielt den Titel Studienassessor. Im selben Jahr ging er nach Dublin. 1989 erhielt er das Diploma in Translation des Institute of Translation and Interpreting (ITI) in Milton Keynes, England.
In Dublin arbeitete er bis zum Jahre 1983 als DAAD-Lektor für deutsche Sprache, Literatur und Landeskunde am University College Dublin. 1983/84 war er Dozent am National Institute for Higher Education, heute die Dublin City University. 1983 ging er bis 1988 zurück an das University College Dublin und lehrte von 1984 bis 2000 die deutsche Sprache und Literatur am Goethe-Institut in Dublin. Seither ist er mit seinen Übersetzungen und den verschiedenen Ämtern wie zum Beispiel ab 2009 dem des Sekretärs des P.E.N.-Zentrums deutschsprachiger Autoren im Ausland befasst. 
Neben diesen Ämtern war Oeser Mitglied in zahlreichen Gesellschaften, die sich mit Literatur befassen. Er erhielt außerdem mehrere Stipendien für Arbeitsaufenthalte im In- und Ausland.
Auf der Frankfurter Buchmesse des Jahres 2004 war Oeser Unterzeichner des Frankfurter Appells gegen die Rechtschreibreform von 1996.
Er ist Mitglied im PEN-Zentrum Deutschland und im Verband deutschsprachiger Übersetzer literarischer und wissenschaftlicher Werke, VdÜ.

## Auszeichnungen und Preise
- 1997: Prix Aristeion in Thessaloniki für seine Übersetzung aus dem Englischen The Butcher Boy von Patrick McCabe
- 2010: Heinrich Maria Ledig-Rowohlt-Preis[2]
- 2014: Helmut-M.-Braem-Übersetzerpreis für seine Übersetzung aus dem Englischen Meine geheime Autobiographie von Mark Twain
- 2017: Calwer Hermann-Hesse-Stipendium
- 2020: Straelener Übersetzerpreis der Kunststiftung NRW[3] für seine Übersetzung aus dem Englischen des Romans Tage ohne Ende von Sebastian Barry

## Literarische Tätigkeiten
Übersetzungen (Auswahl)
- Sebastian Barry: Mein fernes, fremdes Land. Roman. Steidl, Göttingen 2012, ISBN 978-3-86930-513-4
- Sebastian Barry: Ein langer, langer Weg. Roman. Steidl, Göttingen 2013, ISBN 978-3-86930-663-6
- Sebastian Barry: Gentleman auf Zeit. Roman. Steidl, Göttingen 2017, ISBN 978-3-95829-289-5 (übersetzt mit Petra Kindler)
- Sebastian Barry: Tage ohne Ende. Roman. Steidl, Göttingen 2018, ISBN 978-3-95829-518-6
- Sebastian Barry: Tausend Monde. Roman. Steidl, Göttingen 2020, ISBN 978-395829-775-3
- Maeve Brennan: Die Besucherin. Novelle. Steidl, Göttingen 2003, ISBN 3-88243-937-8 (The Visitor)
- Maeve Brennan: Der Teppich mit den großen pinkfarbenen Rosen. Erzählungen. Steidl, Göttingen 2007, ISBN 978-3-86521-422-5 (Auswahl aus The Springs of Affection)
- Maeve Brennan: Der Morgen nach dem großen Feuer. Erzählungen. Steidl, Göttingen 2009, ISBN 978-3-86521-880-3 (Auswahl aus The Springs of Affection)
- Maeve Brennan: Tanz der Dienstmädchen. New Yorker Geschichten (The Rose Garden. Short Stories). Steidl, Göttingen 2010, ISBN 978-3-86930-078-8
- Maeve Brennan: New York, New York. Kolumnen. Steidl, Göttingen 2012, ISBN 978-3-86930-466-3
- Maeve Brennan: Bluebell. Steidl, Göttingen 2013, ISBN 978-3-86930-664-3
- Maeve Brennan: Sämtliche Erzählungen. Steidl, Göttingen 2017, ISBN 978-3-95829-209-3
- Bob Curran: Kleines Handbuch der irischen Elfen. Eulen Verlag 2001, ISBN 3-89102-459-2 (A Field Guide to Irish Fairies)
- Anne Enright: Das Familientreffen. btb, München 2009 ISBN 978-3-442-74004-8
- Anne Enright: Rosaleens Fest, Roman. Deutsche Verlags-Anstalt, München 2015, ISBN 978-3-421-04700-7 (The Green Road)
- F. Scott Fitzgerald: Die Schönen und Verdammten. Nachwort Manfred Papst. Diogenes, Zürich 2007, ISBN 978-3-257-23694-1 (The Beautiful and the Damned)
- Michael Greenberg: Der Tag an dem meine Tochter verrückt wurde. Hoffmann und Campe, Hamburg 2009
- Michael Greenberg: Betteln, Borgen, Stehlen. Hoffmann und Campe, Hamburg 2010
- Christopher Isherwood: Die Welt am Abend. Hoffmann und Campe, Hamburg 2019, ISBN 978-3-455-40582-8
- Christopher Isherwood: Begegnung am Fluss. Hoffmann und Campe, Hamburg 2022, ISBN 978-3-455-01301-6
- Jennifer Johnston: Freistatt für Narren. Reclam, Stuttgart 1993, ISBN 3-150-08866-6
- Claire Keegan: Wo das Wasser am tiefsten ist. Steidl, Göttingen 2004 (übersetzt mit Inge Leipold)
- Claire Keegan: Durch die blauen Felder. Steidl, Göttingen 2008
- Claire Keegan: Das dritte Licht. Steidl, Göttingen 2013
- Claire Keegan: Liebe im hohen Gras. Gesammelte Erzählungen. Steidl, Göttingen 2017
- Claire Keegan: Kleine Dinge wie diese. Steidl, Göttingen 2022
- Bernard MacLaverty: Geheimnisse. Erzählungen. Diogenes, Zürich 1990, ISBN 978-3-257-01845-5 (Secrets & Other Stories)
- Bernard MacLaverty: Annas Lied. Roman. Ammann, Zürich 1999, ISBN 978-3-250-60020-6 (Grace Notes)
- Bernard MacLaverty: Die Schule der Anatomie. Roman. Ammann, Zürich 2003, ISBN 3-257-23624-7 (The Anatomy School)
- Bernard MacLaverty: Tanzen hat seine Zeit. Erzählungen. Diogenes, Zürich 2007, ISBN 978-3-257-23624-8 (A Time to Dance)
- Bernard MacLaverty: Schnee in Amsterdam. Roman. C.H. Beck, München 2018, ISBN 978-3-406-72700-9 (Midwinter Break)
- Eugene McCabe: Die Welt ist immer noch schön. Steidl, Göttingen 2015, ISBN 978-3-95829-048-8 (Victims: A Tale from Fermanagh)
- Patrick McCabe: Der Schlächterbursche. Rotbuch Verlag, Hamburg 1995, ISBN 978-3-88022-813-9 (The Butcher Boy)
- Patrick McCabe: Stadt an der Grenze. Rotbuch Verlag, Hamburg 1997, ISBN 978-3-88022-486-5 (Carn)
- Patrick McCabe: Breakfast on Pluto. Eichborn, Frankfurt am Main 2000, ISBN 978-3-8218-0589-4 (Breakfast on Pluto)
- Molly McCloskey: Wie wir leben. Roman. Steidl, Göttingen 2006, ISBN 3-86521-329-4
- Molly McCloskey: Liebe. Erzählungen. Steidl, Göttingen 2011 ISBN 978-3-86930-232-4[4]
- Molly McCloskey: Starke Sonne, Schwacher Mond. Steidl, Göttingen 2015, ISBN 978-3-86930-943-9
- Patrick McGinley: Bogmail. Roman mit Mörder. Steidl, Göttingen 2017, ISBN 978-3-95829-208-6
- Paul Muldoon: Auf schmalen Pfaden durch den tiefen Norden. Ausgewählte Gedichte. Übers. mit Margitt Lehbert. Edition Akzente, Carl Hanser, München 1988, ISBN 3-446-19496-7
- Juliet Nicolson: Als Mrs. Simpson den König stahl. Insel, Berlin 2013, ISBN 978-3-458-35937-1
- Jamie O’Neill: Im Meer, zwei Jungen. Roman. Gmünder, Berlin 2014, ISBN 978-3-86787-681-0 (At Swim, Two Boys)
- Patrick Pearse: Der Rebell. Gedichte. Übers. aus dem Englischen und dem Gälischen. Edition Rugerup, Berlin 2016, ISBN 978-3-942955-55-3
- William Makepeace Thackeray: Jahrmarkt der Eitelkeit. Roman ohne Held. Reclam, Ditzingen 2023, ISBN 978-3-15-011433-9
- William Trevor: Tod des Professors. Hoffmann und Campe, Hamburg 2007, ISBN 978-3-455-07777-3
- William Trevor: Liebe und Sommer. Hoffmann und Campe, Hamburg 2009, ISBN 978-3-455-40201-8
- William Trevor: Mogeln beim Canasta. Hoffmann und Campe, Hamburg 2011, ISBN 978-3-455-40283-4
- William Trevor: Letzte Erzählungen. Hoffmann und Campe, Hamburg 2020, ISBN 978-3-455-00828-9
- Mark Twain: Meine geheime Autobiographie. Mit Andreas Mahler. Aufbau, Berlin 2012, ISBN 978-3-351-03513-6
- George Washington: Abschiedsrede an das Volk der Vereinigten Staaten.[5] Berliner Verlagsbuchhandel, Berlin 2020, ISBN 978-3-96993-000-7
- Helen Weinzweig: Von Hand zu Hand. Wagenbach, Berlin 2020, ISBN 978-3-8031-3328-1

Gedichtübertragungen
- Die Brunnen am Ende der Welt. Anthologie. LiterÉire, Dublin 2015

Als Autor
- Treffpunkt Irland: Ein literarischer Reiseführer. Reclam, Stuttgart 1996  ISBN 3-15-010424-6
- Oscar-Wilde-ABC. Reclam, Leipzig 2004, ISBN 3-379-20101-4
- Dublin: Ein Reisebegleiter. Insel, Frankfurt 2005, ISBN 3-458-34814-X
- Dublin: Eine Stadt in Biographien. Merian Porträts, München 2013  ISBN 978-3-8342-1363-1
- mit Jürgen Schneider: James Joyce. Suhrkamp, Frankfurt 2007, ISBN 978-3-518-18221-5

Als Herausgeber
- Ernest Hemingway: The Old Man and the Sea. Reclam, Stuttgart 2000  ISBN 3-15-009075-X
- Mitherausgeber: irland-almanach, 4 Bde. 1999–2002, mit unterschiedlichen Themen, Unrast-Verlag, Münster